# Bärspov
Bärspov (Numenius borealis), tidigare eskimåspov, är en av Nya världens spovar som är akut hotad. Senaste väldokumenterade observationerna skedde på 1960-talet och arten befaras vara utdöd.

## Utseende och läte

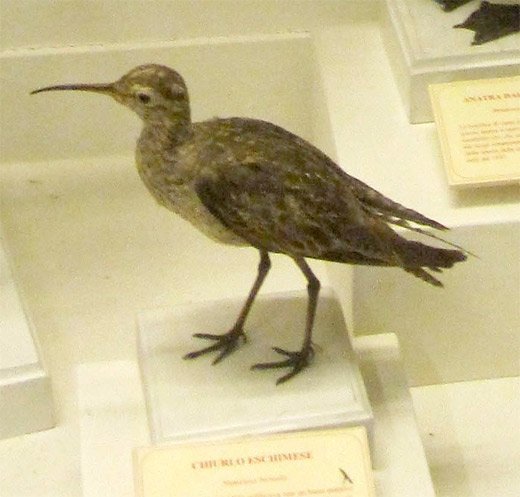
Uppstoppad bärspov.

Bärspov mäter 30,5-33 cm. Adulta individer har långa mörkgrå ben och en lång lätt nedåtkrökt näbb. Ovansidan är brunvattrad och undersidan ljusbrun  och den påminner mycket om den amerikanska underarten av småspov men är mindre till storleken. Den säkraste karaktären i fält är att undersidan av vingen är ostreckad. Till skillnad från dvärgspoven är bärspoven något större, mer långvingad, har kortare ben och varmare toner i fjäderdräkten.
Dess läten är dåligt dokumenterade men omfattar klara visslande toner.

## Utbredning och biotop
Bärspoven är en flyttfågel som häckade på tundran i västra arktiska Kanada och Alaska. Den hade sina övervintringsområden i Argentina och främst på Pampas dit den flyttade på sensommaren och återvänd till sina häckningslokaler i februari. Det finns enstaka historiska observationer av arten i Västeuropa. På 1800-talet följde miljontals bärspovar en flyttrutt som gick från Yukon och Northwest Territories österut utmed Kanadas nordvästkust och sedan söderut över Atlanten till Sydamerika och sina vinterkvarter. På återflytten korsade de Great Plains.

## Ekologi
Bärspoven födosökte genom att sticka ned sin långa näbb i marken efter ryggradslösa djur, men de tog även byten direkt från marken. Under höstflytten i Kanada levde de nästan uteslutande av bär, därav det svenska namnet. Häckningsperioden inföll förmodligen i juni. Boet placerades dolt direkt på marken i öppna biotoper och bestod av tuvor av torrt gräs och löv. Äggen är gröna med bruna fläckar. Mycket av häckningsbiologin är okänd, exempelvis vilken part som skötte ruvningen eller hur länge ruvningen pågick.

## Taxonomi

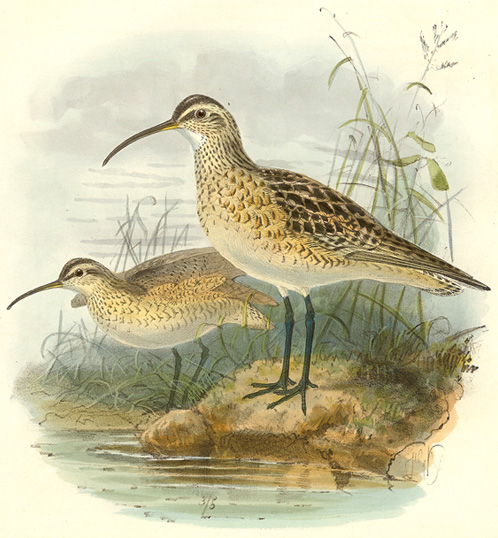
Illustration av bärspov, av Henry Eeles Dresser från 1870-talet.

Arten beskrevs taxonomiskt första gången 1772 av Johann Reinhold Forster.
Bärspoven är en vadarfågel som tillhör spovsläktet Numenius men placerades tidigare i det egna släktet Mesoscolopax. Dess närmsta släkting är den asiatiska dvärgspoven (Numenius minutus) vilken utgör dess systerart.

## Bärspoven och människan

### Status och hot
Bärspoven kan ha varit en av Nordamerikas vanligaste vadare med en population på miljontals individer. Men uppodlingen av prärien under 1800-talet ledde till att dess rastplatser försvann och samtidigt utrotades vandringsgräshoppan (Melanoplus spretus), som var dess viktigaste basföda inför sista etappen av vårflytten. Detta i kombination med habitatförluster i vinterkvarteren och en systematisk jakt under vårflyttningen under passagen av Great Plains, gick hårt åt populationen. I slutet av 1800-talet dödades upp till två miljoner bärspovar om året och på bara några årtionden hade arten blivit så sällsynt att jaktförbud infördes 1916. De sista väldokumenterade observationerna av arten skedde 1962 på Galveston Island i Texas då arten fotograferades, och 1963 på Barbados då ett specimen insamlades. Senaste observationen av arten i sina vinterkvarter skedde 1939. Trovärdiga observationer har förekommit efter detta, bland annat på 1980-talet. Senast skedde det 2002 i Massachusetts men utan fotodokumenation är denna observation inte officiellt godkänd.

### Namn
Fram till 2024 var artens officiella svenska trivialnamn "eskimåspov". Birdlife Sveriges taxonomikommitté valde dock att justera namnet av två skäl. Samlingsbegreppet eskimå har använts för ett flertal ursprungsbefolkningar som lever från Grönland och västerut över Nordamerika och Sibirien – och spoven häckade bara i en begränsad del av nordvästligaste Nordamerika. Andra orsaken är att ordet eskimå är värdeladdat och upplevs som kränkande av delar av de berörda ursprungsbefolkningarna. I Sverige har Diskrimineringsombudsmannen sagt att ordet bör undvikas. I Kanada och USA pågår ett arbete att fasa ut ordet ur officiella dokument och amerikanska ornitologiska föreningen AOS har fattat ett beslut om att ersätta namnet Eskimo Curlew. Namnet bärspov syftar på artens födoval, då den både på häcklokal och under flytt ska ha livnärt sig på olika bär, framför allt kråkbär.